# Grand Hotel Traian
Grand Hotel Traian, denumit anterior Hotelul Traian, este un hotel din municipiul Iași, situat în Piața Unirii nr. 1. Clădirea a fost construită în 1882 după proiectele inginerului francez Gustave Eiffel (1832-1923).
Hotelul Traian din Iași a fost inclus pe Lista monumentelor istorice din județul Iași din anul 2015, având codul de clasificare  IS-II-m-B-04084.

## Istoric
Pe locul în care se află astăzi Hotelul Traian au existat anterior dughenele avocatului Scarlat Pastia (1827-1900), primarul orașului Iași în perioada 1877-1879. Deși magazinele din Piața Unirii și de pe străzile Arcu și Lăpușneanu îi aduceau un profit considerabil, primarul a decis să le demoleze pentru a ridica un teatru național. Proiectul nu a fost realizat însă, iar în locul edificiului cultural a ridicat Hotelul Traian.

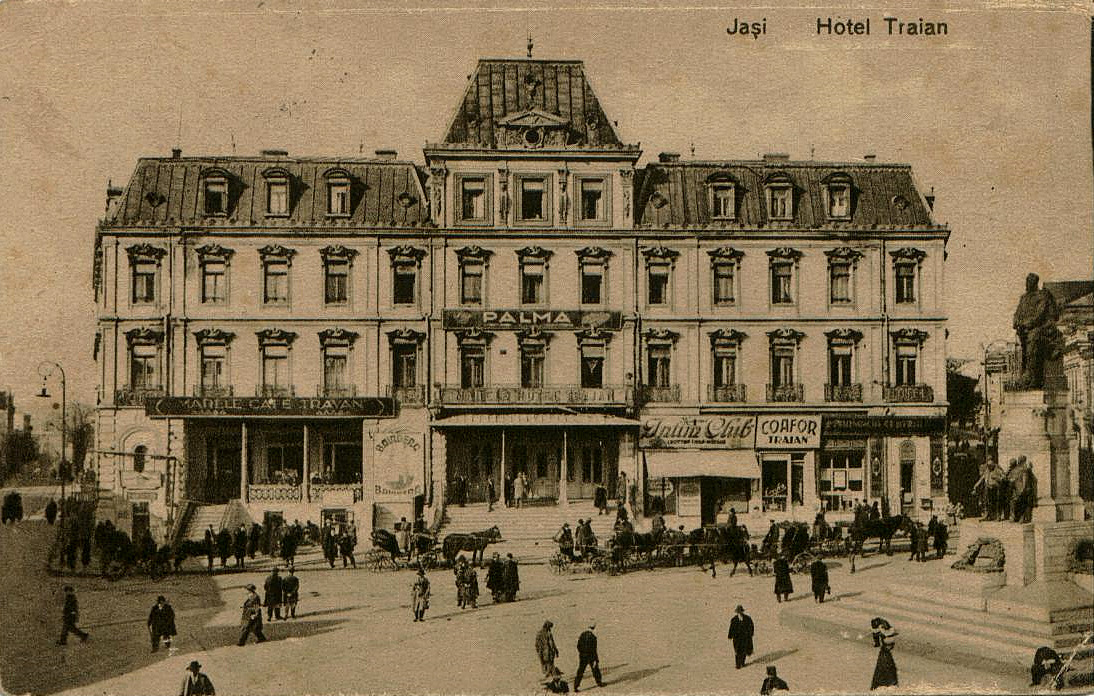
Grand Hotel Traian

Mulțumit de calitatea podului Eiffel din Ungheni, Scarlat Pastia apelează tot la celebrul inginer francez Gustave Eiffel (autorul proiectelor unor capodopere ale artei moderne ca Turnul Eiffel din Paris și Statuia Libertății din New York) pentru realizarea proiectului clădirii. Imobilul a fost construit în stil neoclasic francez, pe o structură metalică (la acea vreme o noutate), având coloane de fontă și platforme metalice.
Lucrările de construcție s-au derulat între anii 1879-1882, fiind executate de firma condusă de Eiffel. Ca urmare a cheltuielilor de construcție foarte mari, Scarlat Pastia s-a îndatorat atât de mult, încât a fost ruinat. Pentru a-și acoperi datoriile, a fost nevoit să cedeze imobilul către societatea Creditul Urban (unul dintre creditorii săi). Noul proprietar a transformat imobilul în hotel, care aducea venituri mai mari decât un teatru.
Ulterior, hotelul a trecut în proprietatea familiei evreiești Theitler. Afaceristul Adolf Theitler a murit în 1930, el având doi copii: Jacques (decedat în 1941, fără urmași) și Carol. În anul 1942, imobilul a fost expropriat de la moștenitorii lui Adolf Theitler. În anul 1943, Primăria Iași a renovat hotelul cu fonduri proprii. Hotelul Traian a fost naționalizat în anul 1950. După Revoluție, Hotelul Traian a fost trecut în proprietatea SC "Turism Moldova" SA, cu capital de stat.
În 2001, după apariția Legii nr. 10/2001, cetățeanul israelian Carol Theitler (născut la Pașcani în 1924 și emigrat în Israel în anii '60) a revendicat 36 de proprietăți naționalizate, printre care și hotelurile Traian, Astoria și Continental. El a solicitat restituirea în natură a hotelului.
În anul 2001, pe parcursul a mai multe luni, omul de afaceri Dănuț Prisecariu, proprietarul SC Alimentara SA, a achiziționat de pe piața Rasdaq pachetele de acțiuni deținute de SIF Transilvania, SIF Banat-Crișana și SIF Moldova la SC "Turism Moldova" SA. El a cumpărat astfel 10,65% din capitalul social al SC "Turism Moldova" SA. În ianuarie 2002, a avut loc o majorare de capital la care Prisecariu a participat cu 25,6 miliarde de lei vechi, el ajungând să dețină astfel 60,04% din capitalul social al firmei. În martie 2003, Prisecariu a cumpărat prin licitație cu strigare pachetul de 230.894 acțiuni deținute de Ministerul Turismului la SC "Turism Moldova" SA (reprezentând 30,4% din capitalul social al firmei). El a devenit proprietarul a 90% din capitalul social al societății care avea în patrimoniu Hotelul Traian.
În anul 2006, Hotelul Traian a primit clasificarea de 4**** hoteliere, în urma investițiilor de peste 4 milioane euro.

## Evenimente

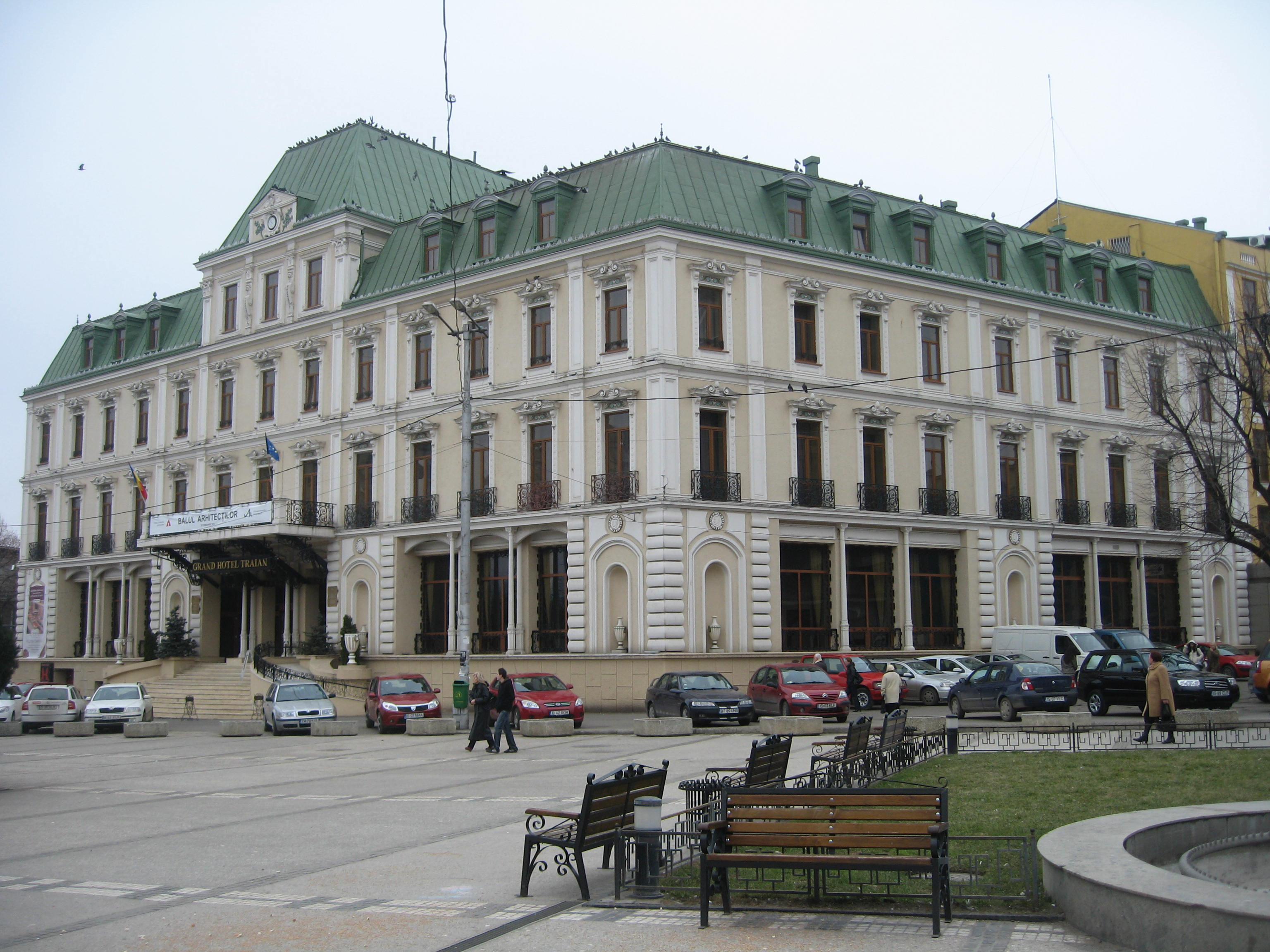
Grand Hotel Traian.

În clădirea hotelului au avut loc evenimente importante: banchetul celei de-a XXI-a aniversări a Societății Literare „Junimea“ (1884) , serbarea centenarului Răscoalei lui Horia, Cloșca și Crișan (21 octombrie 1884), la care au participat Mihai Eminescu și Ion Creangă . În anul 1918, pentru o scurtă perioadă, aici a funcționat Guvernul României.
În clădirea hotelului au poposit prinți și prințese, ambasadori, miniștri și președinți de state, oameni de cultură și artă sau oameni de afaceri. Printre cei care au fost găzduiți de hotel este de menționat actrița Greta Garbo, care a locuit la 12 iulie 1934, sub un nume fals, într-unul din apartamentele de lux ale hotelului. În anul 1980, în Hotelul Traian a fost cazată delegația condusă de I. Păun care purta Flacăra olimpică în drum spre Jocurile Olimpice de la Moscova.

## Prezent
Grand Hotel Traian dispune în prezent de 68 de camere (Royal Suite, Eiffel Suite, 2 garsoniere, 17 camere single, 45 camere duble și 2 camere pentru persoane cu dizabilități), dotate cu mobilier în stil clasic și facilități moderne.
Centrul de Conferințe Traian dispune de trei săli multifuncționale pentru congrese, întâlniri de afaceri, cocktail-uri sau alte evenimente: sala Eminescu (cu o suprafață de 360 m² și posibilitate de compartimentare în două săli cu capacitate de 200 locuri fiecare), sala Creangă (cu o suprafață de 50 m²) și sala Caragiale (cu o suprafață de 58 m² și cu 8 locuri în formă "Boardroom"). În total, cele trei săli pot găzdui 550 oaspeți.
Pentru servirea mesei și a băuturilor, hotelul dispune de Restaurantul Traian (cu Salonul Clasic, Salonul Alb și Cocktail Bar), Eminescu Ballroom (pentru organizarea de nunți, banchete sau mese festive) și London Pub (bar amenajat în stil englezesc și decorat cu obiecte vechi de artă).
Hotelul Traian dispune de multiple facilități: transport de la aeroport, transport cu limuzina, parcare, acces persoane cu dizabilități, lift, Centru de Conferințe, Restaurant/Bar, casă de schimb valutar, Room Service, spălătorie, linie telefonică directă, acces Internet, cablu TV etc.

## Imagini

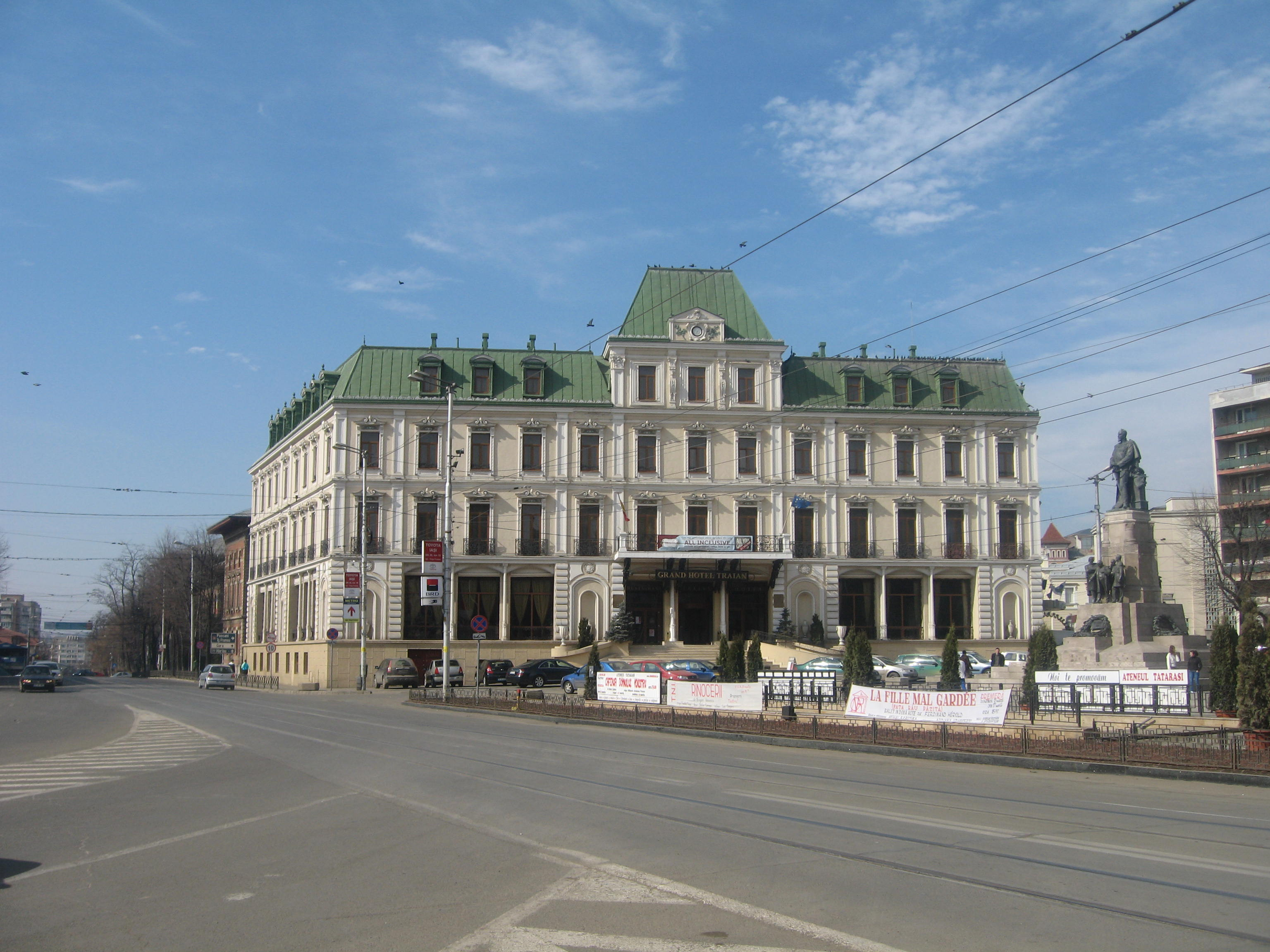
Grand Hotel Traian
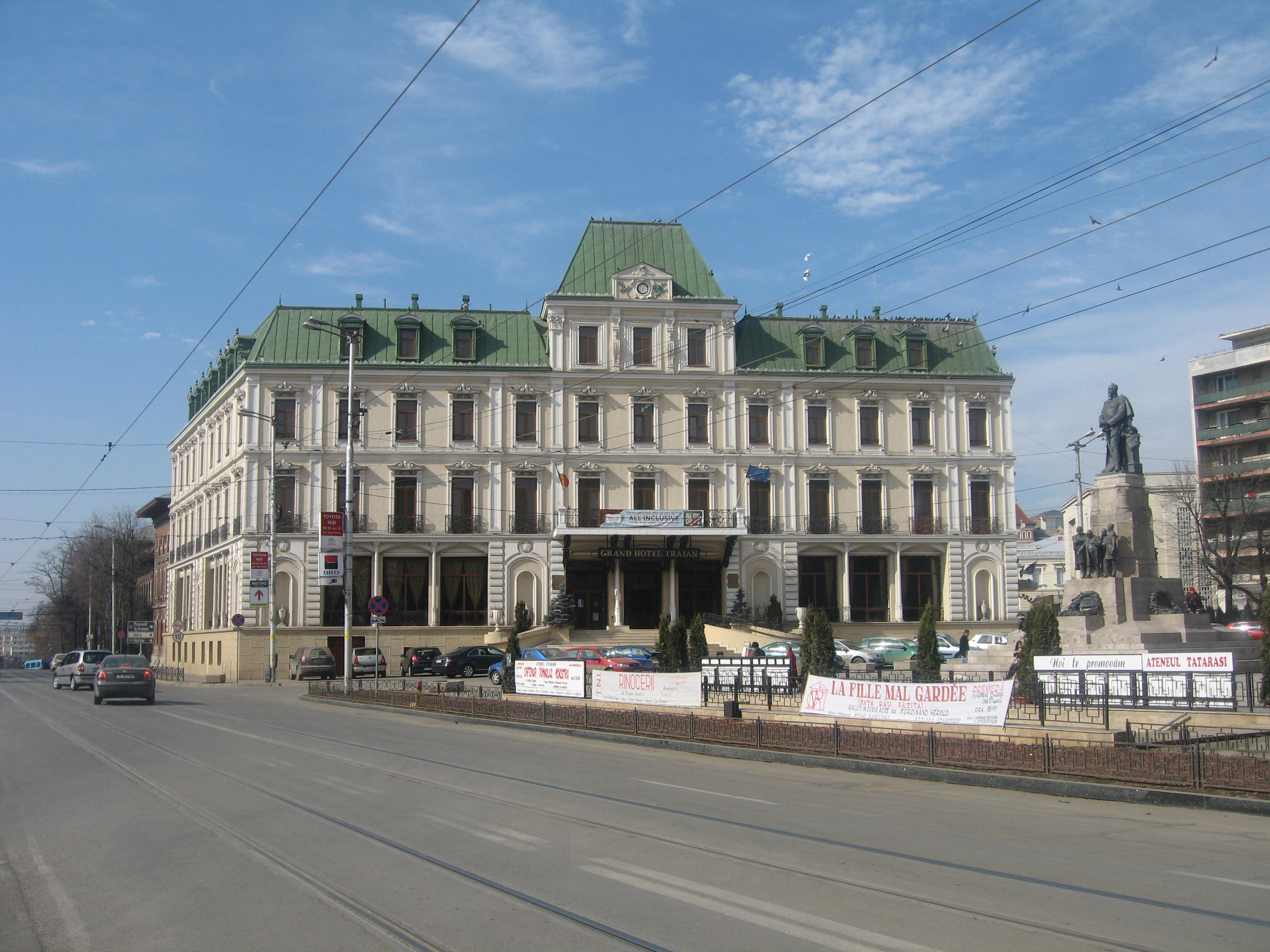
Grand Hotel Traian
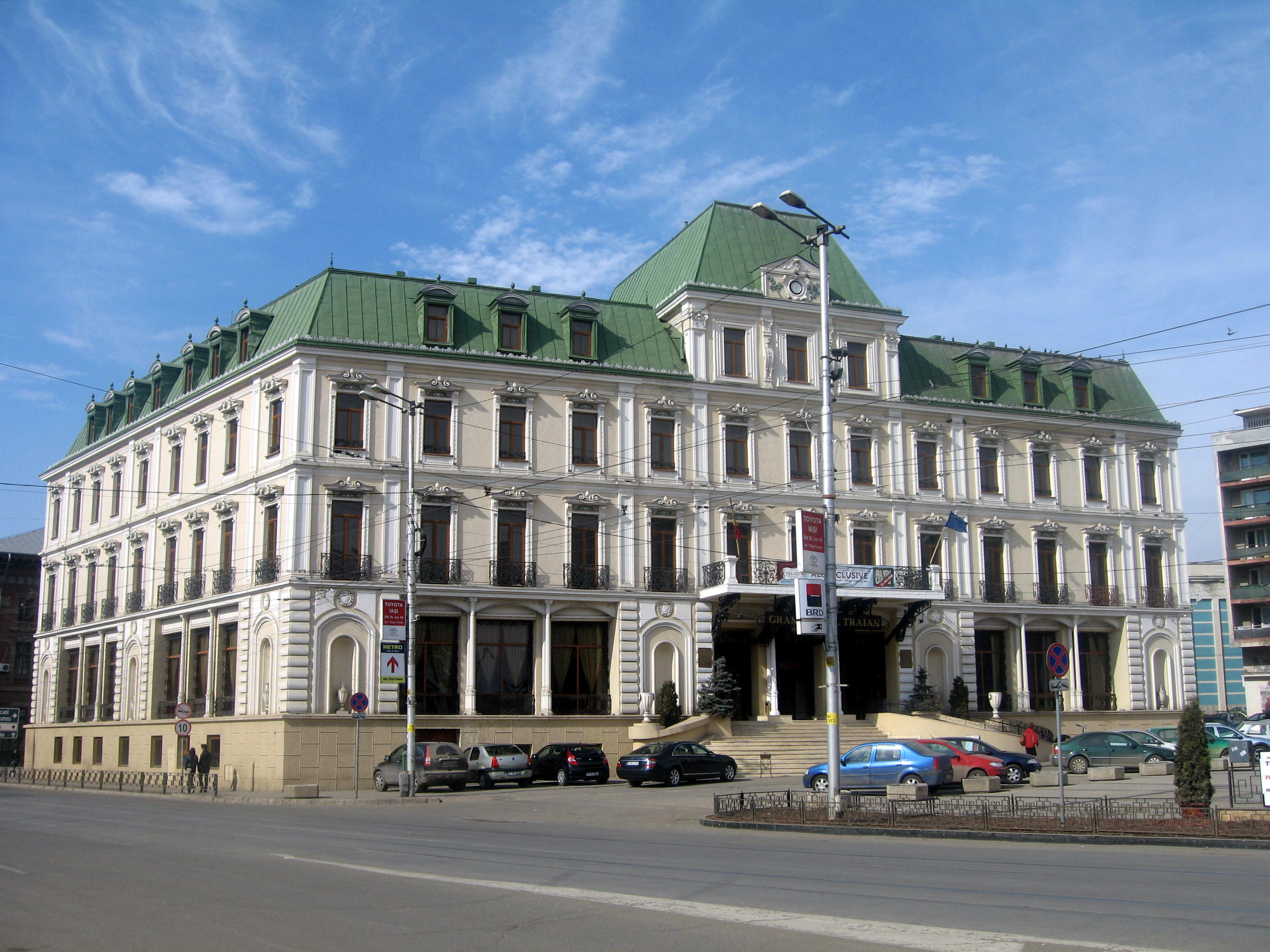
Grand Hotel Traian
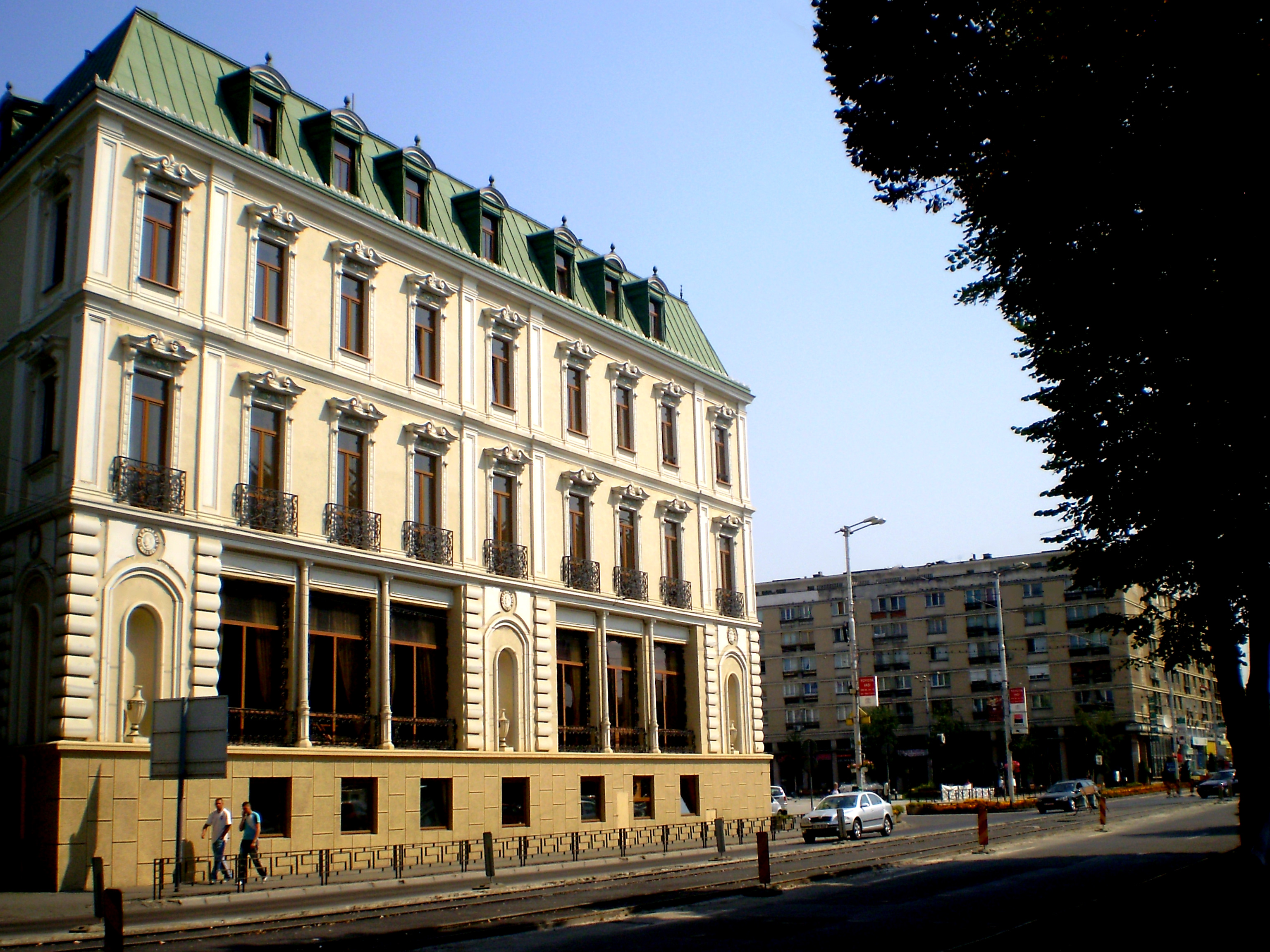
Grand Hotel Traian, vedere laterală

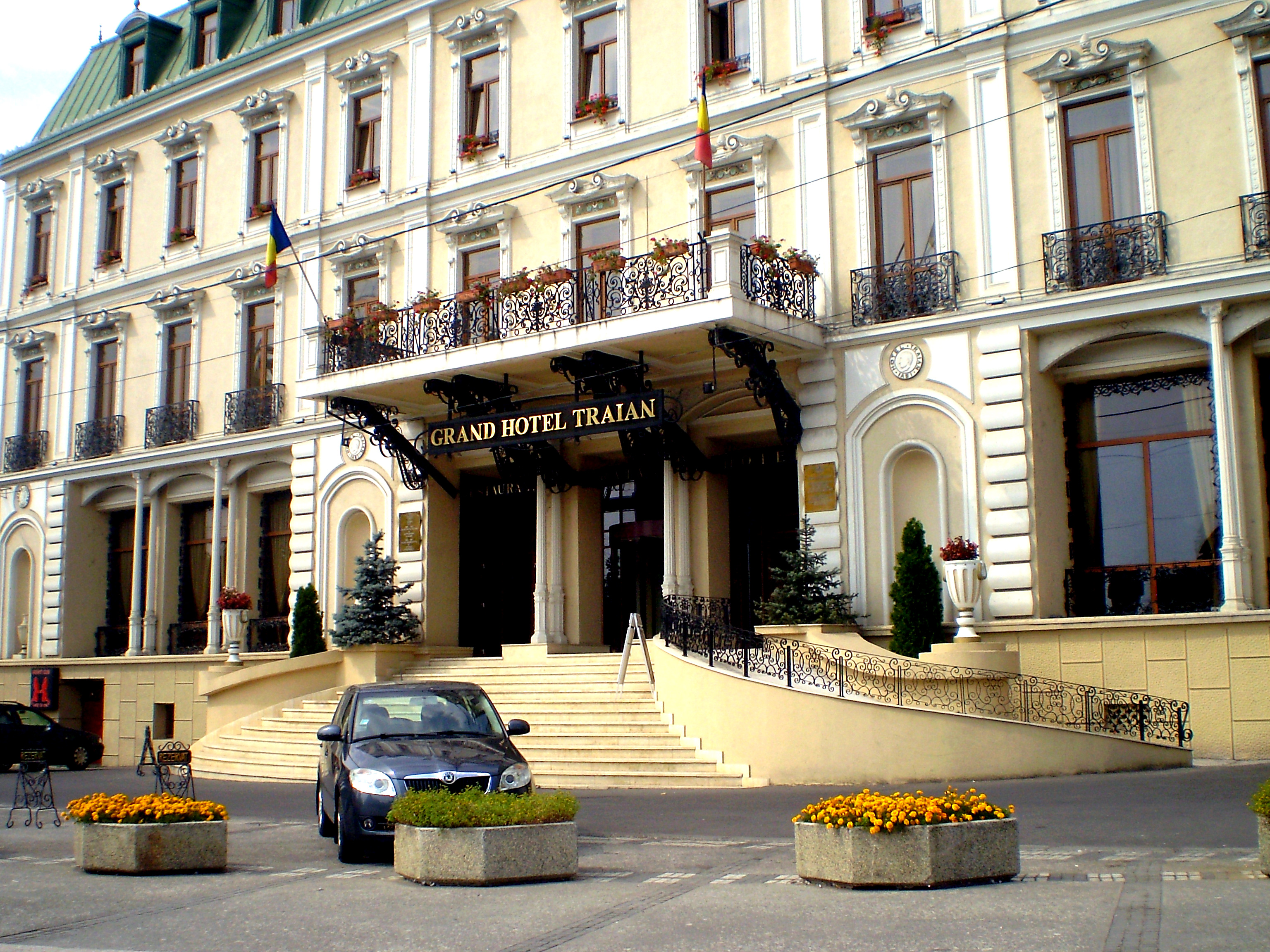
Grand Hotel Traian, intrarea
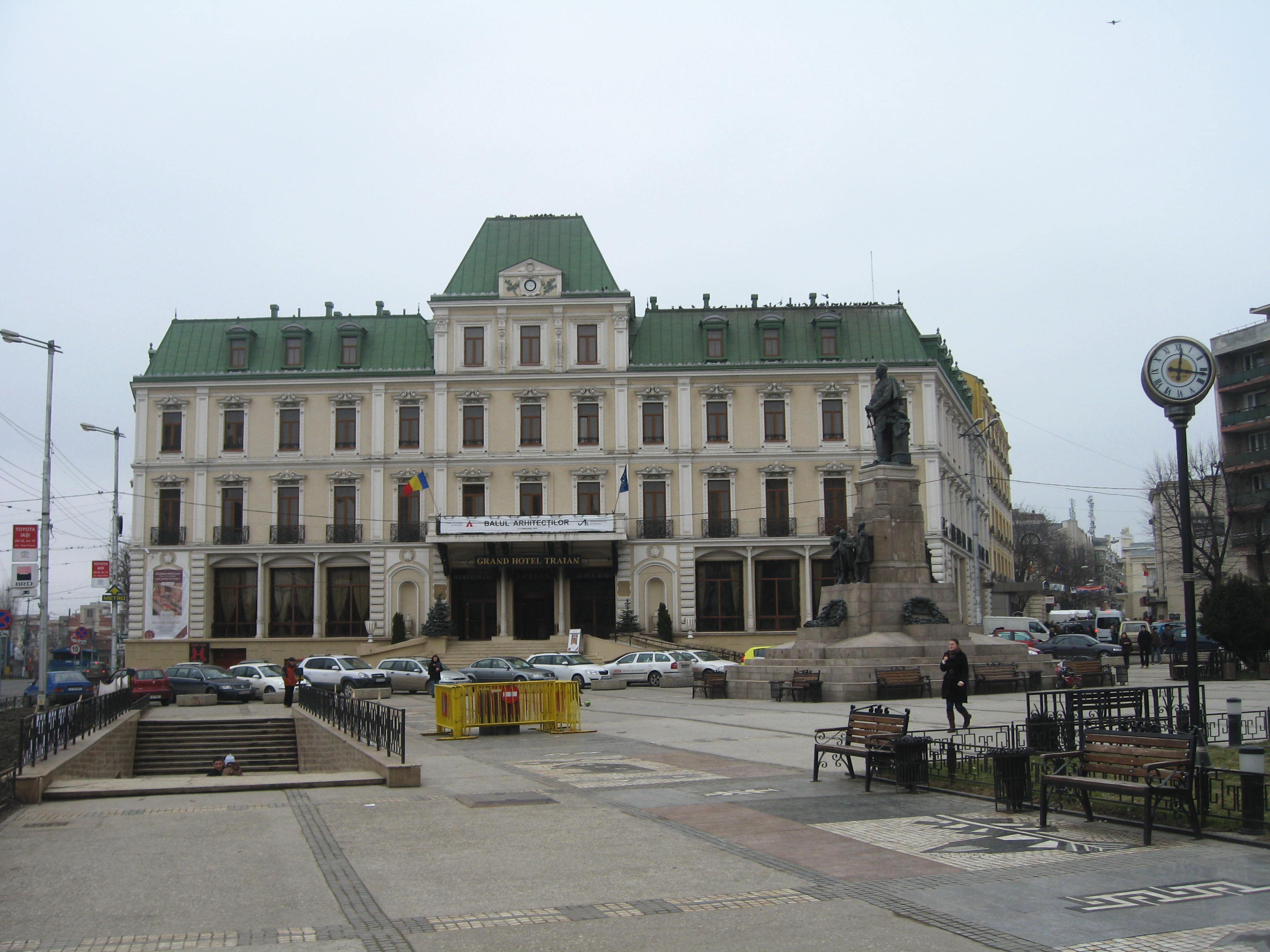
Piața Unirii, cu Grand Hotel Traian și Statuia lui Al. I. Cuza
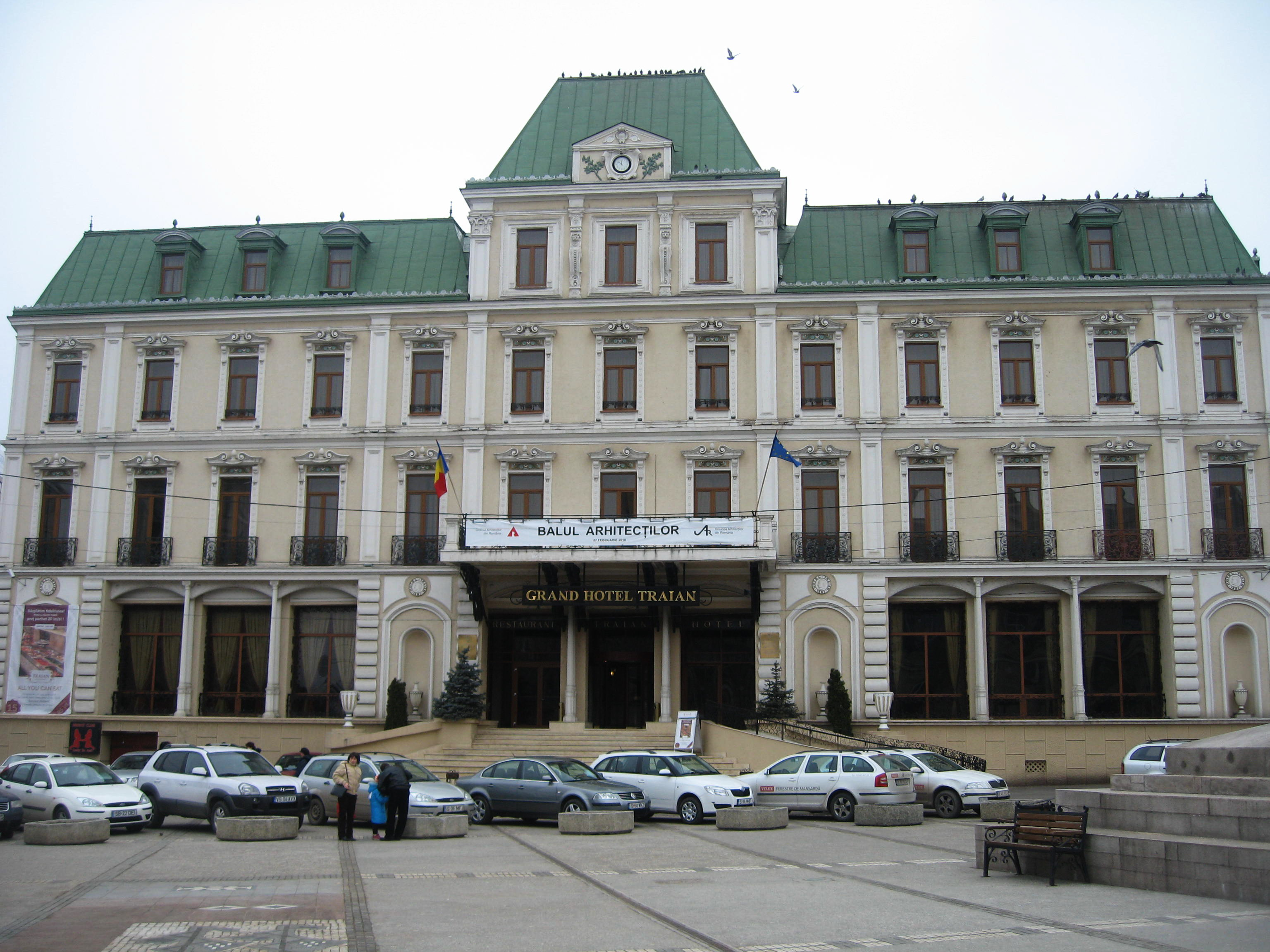
Grand Hotel Traian
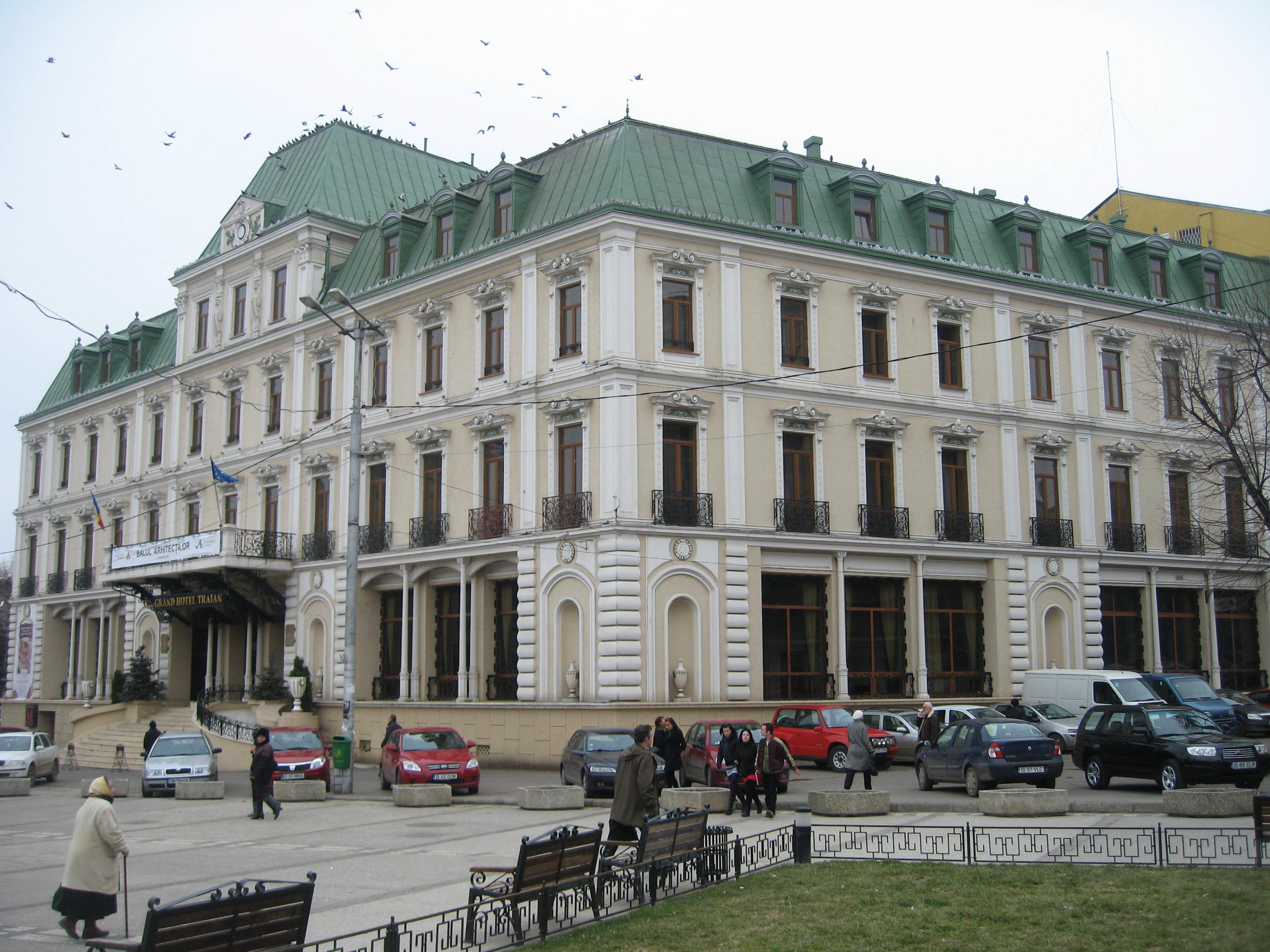
Grand Hotel Traian
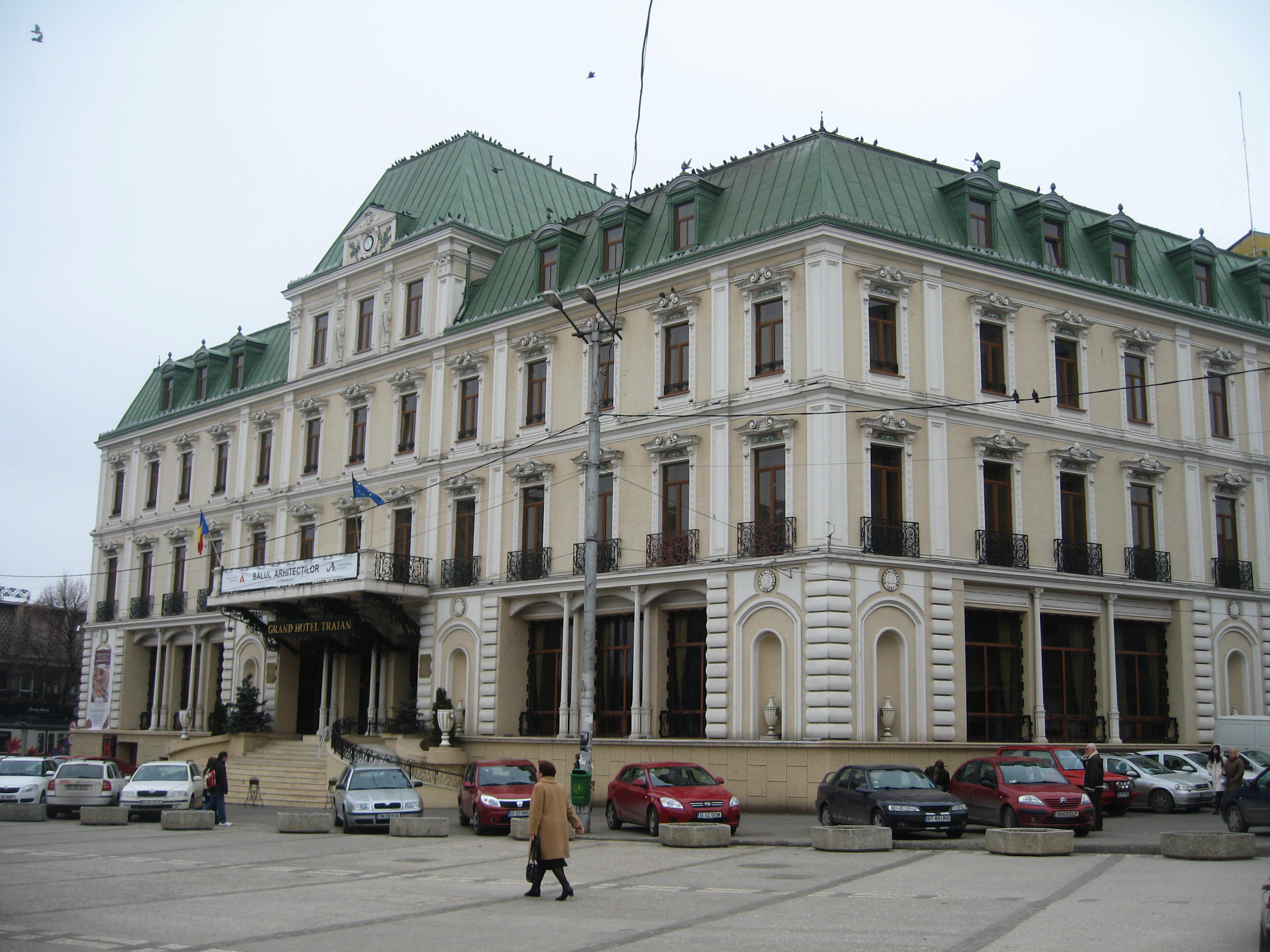
Grand Hotel Traian
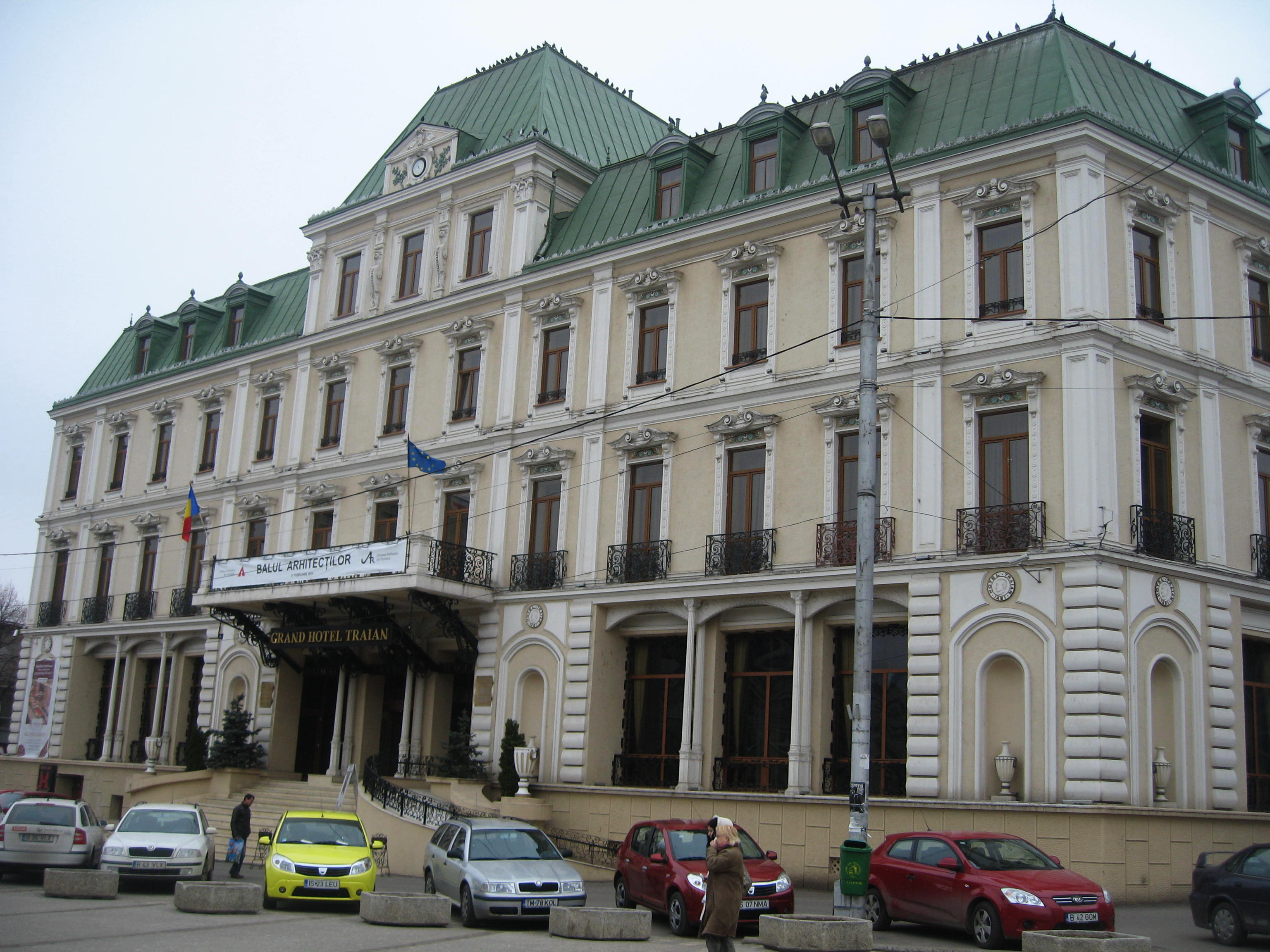
Grand Hotel Traian